# Campionat del món de ciclisme en pista de 1954
El Campionat Mundial de Ciclisme en Pista de 1954 es va celebrar a Colònia (Alemanya Occidental) del 27 al 29 d'agost de 1954. Les competicions es van celebrar al Müngersdorfer Stadion de Colònia per les proves de velocitat i persecució, i al Stadion am Zoo de Wuppertal per la prova de mig fons darrere motocicleta. En total es va competir en 5 disciplines, 3 de professionals i 2 d'amateurs.

## Resultats

### Masculí

#### Professional
| Prova                 | Or                           | Argent                         | Bronze                    |
| Velocitat individual  | Reginald Harris · Regne Unit | Arie van Vliet · Països Baixos | Enzo Sacchi · Itàlia      |
| Persecució individual | Guido Messina · Itàlia       | Hugo Koblet · Suïssa           | Lucien Gillen · Luxemburg |
| Darrere moto          | Adolph Verschueren · Bèlgica | Jan Pronk · Països Baixos      | Joe Bunker · Austràlia    |

#### Amateur
| Prova                 | Or                         | Argent                        | Bronze                    |
| Velocitat individual  | Cyril Peacock · Regne Unit | John Tressider · Austràlia    | Roger Gaignard · França   |
| Persecució individual | Leandro Faggin · Itàlia    | Peter Broterthon · Regne Unit | Norman Sheil · Regne Unit |

## Medaller
| Pos. | País          | Or | Plata | Bronze | Total |
| 1    | Regne Unit    | 2  | 1     | 1      | 4     |
| 2    | Itàlia        | 2  | 0     | 1      | 3     |
| 3    | Bèlgica       | 1  | 0     | 0      | 1     |
| 4    | Països Baixos | 0  | 2     | 0      | 2     |
| 5    | Austràlia     | 0  | 1     | 1      | 2     |
| 6    | Suïssa        | 0  | 1     | 0      | 1     |
| 7    | França        | 0  | 0     | 1      | 1     |
| -    | Luxemburg     | 0  | 0     | 1      | 1     |